# Pachyderoserica crassicollis
Pachyderoserica crassicollis är en skalbaggsart som beskrevs av Moser 1920. Pachyderoserica crassicollis ingår i släktet Pachyderoserica och familjen Melolonthidae. Inga underarter finns listade i Catalogue of Life.